# 조선민족미술관
조선민족미술관(朝鮮民族美術館)은 일제강점기 조선 경기도 경성부에 위치했던 미술관이다.
야나기 무네요시(柳宗悅)라는 일본인이 1924년에 설립했다. 개관을 위해 기부를 한 사람 중에는 일본인 외에도 독립운동가와 기독교 지도자 등과 같은 인물들도 있었다. 전시 품목은 대부분이 조선의 백자였으며 그외에 회화, 자수, 금속공예품, 반닫이 가구 등이 있었다. 6·25전쟁 직후에 국립중앙박물관 남산 분관에 흡수되었다